# Cantone di Pays morcenais tarusate
Il Cantone di Pays morcenais tarusate è una divisione amministrativa dell'Arrondissement di Dax e dell'Arrondissement di Mont-de-Marsan.
È stato costituito a seguito della riforma approvata con decreto del 18 febbraio 2014, che ha avuto attuazione dopo le elezioni dipartimentali del 2015.

## Composizione
Comprende i 27 comuni di:
- Arengosse
- Arjuzanx
- Audon
- Bégaar
- Beylongue
- Boos
- Carcarès-Sainte-Croix
- Carcen-Ponson
- Garrosse
- Gouts
- Laluque
- Lamothe
- Lesgor
- Lesperon
- Le Leuy
- Meilhan
- Morcenx
- Onesse-Laharie
- Ousse-Suzan
- Pontonx-sur-l'Adour
- Rion-des-Landes
- Saint-Yaguen
- Sindères
- Souprosse
- Tartas
- Villenave
- Ygos-Saint-Saturnin